# Matija Frigan
Matija Frigan (Rijeka, 11. veljače 2003.) hrvatski je nogometaš koji igra na poziciji napadača. Trenutačno igra za Parmu.

## Klupska karijera

### Rijeka
Frigan je za Rijeku debitirao 26. studenog 2020. kada je Rijeka izgubila 2:0 od Napolija u UEFA Europskoj ligi. Tada je imao 17 godina, 9 mjeseci i 15 dana te je postao najmlađi igrač u povijesti Rijeke koji je igrao za Rijeku u nekoj europskoj utakmici.

### Orijent 1919 (posudba)
U srpnju 2021. posuđen je riječkom Orijentu 1919. Za Orijent je debitirao i pritom postigao gol u utakmici 2. HNL u kojoj je Orijent 13. kolovoza pobijedio Varaždin 3:1. Postigao je dva gola i jednu asistenciju 12. prosinca u ligaškoj utakmici protiv druge momčadi Dinama koja je izgubila 4:1.

### Hrvatski dragovoljac (posudba)
U siječnju 2022. Rijeka je posudila Frigana Hrvatskom dragovoljcu. Za zagrebački klub debitirao je 30. siječnja kada je Hrvatski dragovoljac izgubio 2:1 od zagrebačke Lokomotive u 1. HNL. Prvi gol i asistenciju za klub postigao je 11. ožujka u ligaškoj utakmici u kojoj je Šibenik izgubio 0:5.

### Povratak s posudbe
Za Rijeku je u HNL-u debitirao i postigao svoj prvi klupski pogodak 31. srpnja 2022. kada je Rijeka igrala 1:1 s Goricom. S 14 postignutih pogodaka bio je drugi najbolji strijelac HNL 2022./23. (najbolji je bio Marko Livaja koji je postigao pet pogodaka više).

### Westerlo
Prešao je u belgijski Westerlo 24. srpnja 2023. za 5,5 milijuna eura uz još pola milijuna eura u bonusima. Friganov transfer najskuplji je ulazni transfer u povijesti belgijskog kluba, kao i drugi najskuplji izlazni transfer Rijeke, nakon transfera Andreja Kramarića u Leicester City 2015. za devet milijuna eura. Za novi klub debitirao je šest dana kasnije u ligaškoj utakmici protiv Eupena koja je završila 2:2. Prvi klupski pogodak postigao je 26. kolovoza u ligaškoj utakmici protiv Mechelena od kojeg je Westerlo izgubio 2:3.

### Parma
Frigan se pridružio Parmi 15. kolovoza 2025. za iznos od 10 milijuna eura.

## Reprezentativna karijera
Nastupao je za sve selekcije Hrvatske od 18 do 21 godine. Bio je dio hrvatske momčadi na Europskom prvenstvu do 21 godine 2023. Zlatko Dalić, izbornik A selekcije, prvi put je pozvao Frigana u reprezentaciju 21. kolovoza 2023.

## Priznanja

### Individualna
- Trofej Nogometaš – Najbolja momčad godine HNL-a: 2022./23.

## Vanjske poveznice
- Profil, Hrvatski nogometni savez
- Profil, Transfermarkt (engl.)